# Scissirostrum
Scissirostrum is een geslacht van zangvogels uit de familie  spreeuwen (Sturnidae). Er is één soort:
- Scissirostrum dubium  –  Roodstuitspreeuw